# Jerónimo de Sousa

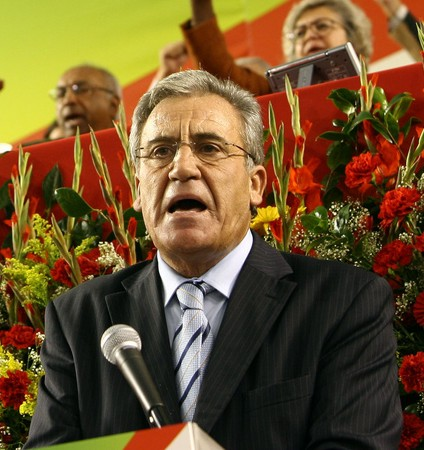
Jerónimo de Sousa

Jerónimo Carvalho de Sousa (* 13. April 1947 in Santa Iria de Azóia, Loures) ist ein portugiesischer Politiker. Von 2004 bis November 2022 war er Generalsekretär der Kommunistischen Partei Portugals (PCP). Er war Mitglied des portugiesischen Parlaments (Assembleia da República) und war auch Kandidat für die portugiesischen Präsidentschaftswahlen 1996 und 2006.

## Leben

### Bis 1974
Jerónimo de Sousa wurde in eine arme Arbeiterfamilie zur Zeit des Salazar-Regimes geboren. Mit 14 Jahren beendete er seine Schulausbildung und wechselte – wie damals üblich – zur Stahlgießerei MEC in der Nähe von Lissabon. Wenig später begann er sich für antifaschistische Organisationen in Portugal zu interessieren und nahm an Veranstaltungen der damals verbotenen Kommunistischen Partei Portugals (Partido Comunista Português) teil. Als einer der Wenigen, die lesen konnten, las er seinen Kollegen Artikel aus der verbotenen und unter der Hand verteilten Avante! vor.
Von 1969 bis 1971 nahm Jerónimo de Sousa am portugiesischen Kolonialkrieg teil, der nach den Unabhängigkeitsbestrebungen der portugiesischen Kolonien in Afrika entbrannte. Er diente in Guinea-Bissau, wo er gegen die marxistische Freiheitsbewegung Partido Africano da Independência da Guiné e Cabo Verde kämpfen musste.
Nachdem Salazar 1969 von seinem Amt als „Führer der Nation“ abtrat und durch Marcelo Caetano ersetzt wurde, gab es leichte Öffnungen seitens des Regimes. So konnten Arbeiter, die nicht für regimekritische Arbeit bekannt waren, in Gewerkschaften gewählt werden. 1973 nahm er an den Wahlen für den Vorsitz der Lissabonner Metallgewerkschaft teil und gewann diese unerwartet mit seiner kommunistisch beeinflussten Wahlliste. Von April 1974 bis 1995 war er auch im Betriebsrat der MEC vertreten.

### Nach 1974
Sofort nach der Nelkenrevolution und nachdem sich die verschiedenen Parteien neu gegründet hatten, beantragte de Sousa seine Mitgliedschaft bei der Partido Comunista Português und wurde politisch aktiv. Er bewarb sich bei den ersten demokratischen Wahlen 1975 um einen Platz in der Konstituierenden Versammlung (Assembleia Constituinte), die die Verfassung Portugals erarbeitete, und errang ein Mandat. Neben seinem politischen Engagement arbeitete de Sousa, auch nachdem er 1976 nach den ersten Parlamentswahlen ins Parlament eingezogen war, als Arbeiter in einer metallurgischen Fabrik.
Jerónimo de Sousa nahm auch an den folgenden Parlamentswahlen teil und wurde jedes Mal wiedergewählt. Lediglich von 1993 bis 2002 war er nicht in der Assembleia da República vertreten.
Währenddessen engagierte er sich verstärkt in der Partido Comunista Português (PCP), 1979 wurde er erstmals in das Zentralkomitee der PCP gewählt, 1992 wurde er Mitglied des Politbüros. 2004 löste er Carlos Carvalhas als Generalsekretär der Partei ab, seitdem ist er die führende Leitfigur der portugiesischen Kommunisten.
De Sousa stellte sich auch zweimal für die portugiesischen Präsidentschaftswahlen auf. 1996 gab er jedoch auf, um den sozialistischen Kandidaten Jorge Sampaio zu unterstützen. Bei den Präsidentenwahlen 2006 erreichte er mit 8,64 Prozent den vierten Platz hinter Aníbal Cavaco Silva (50,54 Prozent), Manuel Alegre (20,74 Prozent) und Mário Soares (14,31 Prozent). Er gewann jedoch als einziger Kandidat einen Stimmbezirk gegen den Sieger Cavaco Silva, den traditionell kommunistisch eingestellten Bezirk Beja. Ihn unterstützten lediglich seine eigene Partei, die PCP, und die in Portugal den Kommunisten sehr nahe stehenden portugiesischen Grünen.
Im Jahr 2022 trat de Sousa als Parteivorsitzender der PCP zurück. Sein Nachfolger wurde Paulo Raimundo.